# Casinaria vadosa
Casinaria vadosa är en stekelart som beskrevs av Walley 1947. Casinaria vadosa ingår i släktet Casinaria och familjen brokparasitsteklar. Inga underarter finns listade.